# La Maison préfabriquée
La Maison préfabriquée est la dix-huitième histoire de la série Spirou et Fantasio de Jijé, puis d'André Franquin. Elle est publiée pour la première fois dans Spirou du no 423 au no 442.

## Univers

### Synopsis
Alors que Spirou, Fantasio et Spip déambulent dans la rue, Fantasio lit le journal et voit une annonce pour une personne jeune, sympathique, débrouillarde. Il court donc vers l'annonceur, en emmenant avec lui son ami. Il s'agit d'un entrepreneur, fabriquant des maisons préfabriquées, montables en 30 minutes. Fantasio accepte d'en devenir le vendeur, et ce sur le littoral. Arrivé sur place, et après une courte brouille entre les deux compères, Fantasio perd le plan. L'assemblage sera donc fait de tête. Après plusieurs gag liés à la faible solidité de la maison. Ils la réinstallent plus loin sur le littoral et s'endorment dedans. Mais pendant la nuit, la marée a fait emporter la maison loin du rivage. Plus grave encore, une tempête fait s'effondrer la maison sur elle même. Si Spirou réussi à rester agripper à une planche, Fantasio est expulsé loin dans l'eau. Finalement, Spirou est sauvé par un pécheur et rentre seul avec Spip. Alors qu'il est en deuil, Fantasio sort d'un portrait le représentant. Il fut en fait sauvé par le pilote d'un hydravion qui passait par là. Alors que l'on pense l'histoire finie, un autre promoteur de maisons préfabriquées sonne chez Fantasio et veut leur vendre le projet. L'histoire se finie sur le promoteur, ligoté et bâillonné, tandis que Fantasio dit à Spirou qu'il ne veut plus entendre parler de maisons préfabriquées.

### Personnages
- Spirou
- Fantasio
- Spip
- Le patron
- Le promoteur

## Historique

### Contexte
La Maison préfabriquée est la onzième histoire de Spirou et Fantasio, écrite et dessinée par Jijé. Lassé de dessiner cette série, celui-ci souhaitait pouvoir voyager en Italie et s'y documenter en vue de sa biographie de Don Bosco.
Au bout de quatre planches, il passe la main à un dessinateur de 22 ans encore inconnu, André Franquin, un ancien animateur qui avait réalisé plus tôt dans l'année une histoire test, Spirou et le Tank, resté inédite mais qui avait impressionné les éditeurs et Jijé. Jijé, qui improvisait ses histoires de Spirou et Fantasio, ne laisse aucun scénario ni dialogue à Franquin.
La transition a lieu dans le numéro publié le 20 juin 1946. Franquin avait été marqué plus jeune par les changements de dessinateurs en plein milieu d'une histoire et ne voulait pas que le lecteur s'en aperçoive ; peu de lecteurs s'en aperçoivent, et Franquin prend un style plus personnel au fil des pages.
Lors de la publication en album, les planches d'origine sont remontées sur cinq bandes par page au lieu de quatre lors de la publication dans Spirou : la transition apparaît alors à la deuxième bande de la quatrième page.

### Modification
Dans l'histoire originale, le tailleur qui habille Fantasio à la fin était une caricature d'un fripier juif. Lors de la réédition en album, Franquin redessina le tailleur en un vieux monsieur sans signes distinctifs. Cette caricature trop poussée était due, selon l'auteur, à son père antisémite et à la propagande nazie subie pendant l'Occupation.

## Publications
- Le Journal de Spirou : n°423 au n°442 (du 23 mai 1946 au 3 octobre 1946)
- Spirou et Fantasio Hors Série tome 2 : Radar le Robot
- Spirou et Fantasio Intégrale tome 1 : Les débuts d'un dessinateur

### Documentation
- Christelle et Bernard Pissavy-Yvernault, La Véritable Histoire de Spirou : 1937-1946, Dupuis, janvier 2013 (ISBN 9782800157078).